# Chartreuse Nossa Senhora Medianeira
La chartreuse Maria Medianeira ou Notre-Dame de Medianeira, en portugais : Nossa Senhora Medianeira, est un monastère de l'ordre des Chartreux à Ivorá dans l'État de Rio Grande do Sul au Brésil. C'est le premier monastère chartreux d'Amérique latine.

## Histoire
La chartreuse de Nossa Senhora Medianeira est fondée par décision du chapitre général de 1983, à la demande de l’évêque de Santa Maria, Ivo Lorscheiter, président de la Conférence nationale des évêques du Brésil, à Ivorá, sur un terrain offert par lui et dont le nom, la « Granja Medianeira », inspire le choix du titulaire de la nouvelle maison. Les religieux s’y installent le 21 novembre 1984 et les travaux de construction commencent le 1er février 1986. La fin des travaux est célébrée le 20 août 2000.